# Campionati italiani assoluti di atletica leggera 1987
I LXXVII campionati italiani assoluti di atletica leggera si sono tenuti a Roma, dal 28 al 30 luglio 1987. Sono stati assegnati 38 titoli italiani, in 21 specialità al maschile e in 17 al femminile.
I campionati italiani assoluti di prove multiple, che hanno visto l'assegnazione di due titoli (eptathlon al femminile e decathlon al maschile), si sono tenuti dall'8 al 9 agosto 1987 a Brunico (decathlon) e a Pavullo (eptathlon).

## Risultati

### Uomini
| Specialità                                                                              | Oro                                                                       | Prestazione | Argento                                            | Prestazione | Bronzo                                         | Prestazione |
| Corse                                                                                   |                                                                           |             |                                                    |             |                                                |             |
| 100 m                                                                                   | Pierfrancesco Pavoni Pro Patria Osama Milano                              | 10"39       | Antonio Ullo Gruppi Sportivi Fiamme Gialle         | 10"54       | Ezio Madonia Gruppo Sportivo Fiamme Azzurre    | 10"59       |
| 200 m                                                                                   | Pierfrancesco Pavoni Pro Patria Osama Milano                              | 20"59       | Paolo Catalano Gruppi Sportivi Fiamme Gialle       | 21"17       | Sandro Floris Esperia Cagliari                 | 21"17       |
| 400 m                                                                                   | Marcello Pantone Gruppo Sportivo Fiamme Oro                               | 46"17       | Tiziano Gemelli Gruppo Sportivo Fiamme Oro         | 46"49       | Vito Petrella Atletica Riccardi                | 46"84       |
| 800 m                                                                                   | Tonino Viali Gruppo Sportivo Fiamme Oro                                   | 1'48"05     | Riccardo Cardone Gruppo Sportivo Fiamme Azzurre    | 1'48"80     | Fabio Di Vito Gruppo Sportivo Fiamme Azzurre   | 1'49"02     |
| 1500 m                                                                                  | Claudio Patrignani Pro Patria Osama Milano                                | 3'46"24     | Davide Tirelli Gruppo Sportivo Fiamme Azzurre      | 3'46"59     | Fabio Olivo Banca Friuli Libertas Udine        | 3'46"68     |
| 5000 m                                                                                  | Ranieri Carenza Gruppi Sportivi Fiamme Gialle                             | 13'55"04    | Massimo Santamaria Lanvin's Puglia                 | 13'55"86    | Paolo Donati Gruppi Sportivi Fiamme Gialle     | 13'56"72    |
| 10000 m                                                                                 | Giuseppe Miccoli Centro Sportivo Carabinieri                              | 29'22"76    | Salvatore Nicosia Gruppi Sportivi Fiamme Gialle    | 29'23"36    | Gianni Demadonna Pro Patria Osama Milano       | 29'25"90    |
| 3000 m siepi                                                                            | Alessandro Lambruschini Gruppo Sportivo Fiamme Oro                        | 8'19"17     | Mauro Pregnolato Atletica Comelit Bergamo          | 8'22"03     | Franco Boffi PAF Alitransporti Verona          | 8'26"22     |
| 110 m hs                                                                                | Gianni Tozzi Gruppo Sportivo Fiamme Oro                                   | 14"01       | Luigi Bertocchi Gruppi Sportivi Fiamme Gialle      | 14"18       | Andrea Pantani ASSI Banca Toscana              | 14"36       |
| 400 m hs                                                                                | Angelo Locci Gruppo Sportivo Fiamme Azzurre                               | 50"32       | Fausto Frigerio SNIA BPD Milano                    | 50"64       | Luca Cosi Pro Patria Osama Milano              | 50"91       |
| Marcia 15 km                                                                            | Maurizio Damilano Sisport Fiat Torino                                     | 1h01"31     | Walter Arena Gruppo Sportivo Fiamme Azzurre        | 1h01'32"    | Sergio Spagnulo Pro Patria Osama Milano        | 1h02"50     |
| Staffetta 4×100 m                                                                       | CUS Roma Roberto Mancini Carlo Bilardo Stefano Tilli Giancarlo Tilli      | 40"27       | Fiamme Gialle                                      | 40"36       | Fiamme Azzurre                                 | 40"36       |
| Staffetta 4×400 m                                                                       | Fiamme Oro Giovanni Corti Tiziano Gemelli Marcello Pantone Marco Michieli | 3'09"59     | Carabinieri                                        | 3'10"58     | SNIA BPD Milano                                | 3'10"64     |
| Salti                                                                                   |                                                                           |             |                                                    |             |                                                |             |
| Salto in alto                                                                           | Daniele Pagani Gruppo Sportivo Fiamme Oro                                 | 2,24 m      | Luca Toso Gruppo Sportivo Fiamme Oro               | 2,21 m      | Andrea Liverani Gruppo Sportivo Fiamme Azzurre | 2,18 m      |
| Salto con l'asta                                                                        | Gianni Stecchi ASSI Banca Toscana                                         | 5,60 m      | Enzo Brichese Gruppi Sportivi Fiamme Gialle        | 5,40 m      | Giorgio Grassi Gruppo Sportivo Fiamme Azzurre  | 5,30 m      |
| Salto in lungo                                                                          | Giuseppe Bertozzi Cremona Sportiva Atletica Arvedi                        | 7,77 m      | Gian Carlo Biscarini Gruppi Sportivi Fiamme Gialle | 7,76 m      | Giuseppe Virzì Atletica Trapani                | 7,73 m      |
| Salto triplo                                                                            | Dario Badinelli SNIA BPD Milano                                           | 16,39 m     | Daniele Buttiglione Gruppo Sportivo Fiamme Azzurre | 16,17 m w   | Gianni Cecconi Gruppo Sportivo Fiamme Oro      | 15,92 m     |
| Lanci                                                                                   |                                                                           |             |                                                    |             |                                                |             |
| Getto del peso                                                                          | Marco Montelatici Pro Patria Osama Milano                                 | 18,26 m     | Leonardo Lazzeri ASSI Banca Toscana                | 17,54 m     | Marco Giacomini Gruppo Sportivo Fiamme Azzurre | 17,31 m     |
| Lancio del disco                                                                        | Marco Martino Gruppi Sportivi Fiamme Gialle                               | 60,48 m     | Antonio Roccabella CUS Roma                        | 56,94 m     | Domenico Polato Gruppo Sportivo Fiamme Oro     | 56,36 m     |
| Lancio del martello                                                                     | Lucio Serrani Pro Patria Osama Milano                                     | 74,18 m     | Orlando Bianchini Gruppi Sportivi Fiamme Gialle    | 70,50 m     | Giuliano Zanello Gruppo Sportivo Fiamme Oro    | 70,26 m     |
| Lancio del giavellotto                                                                  | Fabio De Gaspari Gruppo Sportivo Fiamme Oro                               | 73,80 m     | Agostino Ghesini Pro Patria Osama Milano           | 72,30 m     | Francesco Sinno Gruppi Sportivi Fiamme Gialle  | 68,40 m     |
| record dei campionati; record nazionale; record personale; record personale stagionale. |                                                                           |             |                                                    |             |                                                |             |

### Donne
| Specialità                                                                              | Oro                                                                                  | Prestazione | Argento                                | Prestazione | Bronzo                                 | Prestazione |
| Corse                                                                                   |                                                                                      |             |                                        |             |                                        |             |
| 100 m                                                                                   | Marisa Masullo SNIA BPD Milano                                                       | 11"73       | Antonella Avigni Nuova Atletica Varese | 11"91       | Anna Rita Balzani Sisport Fiat Torino  | 11"92       |
| 200 m                                                                                   | Marisa Masullo SNIA BPD Milano                                                       | 23"71       | Anna Rita Angotzi Atletica Oristano    | 24"02       | Donatella Dal Bianco Fiamma Emar Schio | 24"56       |
| 400 m                                                                                   | Erica Rossi Sisport Fiat Torino                                                      | 53"10       | Cosetta Campana Sisport Fiat Torino    | 53"86       | Giuseppina Cirulli CUS Roma            | 54"22       |
| 800 m                                                                                   | Nicoletta Tozzi Snam Gas Metano                                                      | 2'05"59     | Manuela Enrietto Fiat Sud Formia       | 2'06"66     | Patrizia Morreale SC Ventimiglia       | 2'06"89     |
| 1500 m                                                                                  | Elisabetta Molteni SNIA BPD Milano                                                   | 4'16"40     | Valentina Tauceri SNIA BPD Milano      | 4'18"56     | Rosanna Munerotto SNIA BPD Milano      | 4'18"56     |
| 3000 m                                                                                  | Agnese Possamai Fiamma Dolomiti Belluno                                              | 9'08"77     | Rosanna Munerotto SNIA BPD Milano      | 9'10"44     | Maria Guida Fiat Sud Formia            | 9'19"40     |
| 10 000 m                                                                                | Maria Curatolo Fiat Sud Formia                                                       | 33'30"66    | Silvana Cucchietti Sisport Fiat Torino | 33'47"27    | Bettina Sabatini CUS Milano            | 34'43"20    |
| 100 m hs                                                                                | Carla Tuzzi Cises Frascati                                                           | 13"36       | Mary Massarin Sisport Fiat Torino      | 13"69       | Karmen Baumgartner SSV Bruneck         | 14"25       |
| 400 m hs                                                                                | Irmgard Trojer SSV Bruneck                                                           | 56"82       | Luisa Cilimbini SNIA BPD Milano        | 57"69       | Giuseppina Cirulli CUS Roma            | 57"77       |
| Marcia 5 000 m                                                                          | Giuliana Salce CUS Roma                                                              | 22'21"56    | Ileana Salvador Fiamma Vicenza         | 23'54"82    | Erica Alfridi ACSI Sanson Verona       | 24'00"38    |
| Staffetta 4×100 m                                                                       | Oliosigillo Endas Ancona Liti Leorati Annalisa Gambelli Baldini                      | 47"08       | Snam Gas Metano                        | 47"42       | Chimica del Friuli                     | 47"71       |
| Staffetta 4×400 m                                                                       | Sisport Fiat Torino Simonetta Callegari Cosetta Campana Patrizia Cassard Erica Rossi | 3'38"43     | SNIA BPD Milano                        | 3'39"19     | Snam Gas Metano                        | 3'41"45     |
| Concorsi                                                                                |                                                                                      |             |                                        |             |                                        |             |
| Salto in alto                                                                           | Alessandra Bonfiglioli CUS Bologna                                                   | 1,86 m      | Michaela Tarantino Carisp. Rieti       | 1,80 m      | Antonella Chivilò Chimica del Friuli   | 1,78 m      |
| Salto in lungo                                                                          | Antonella Capriotti CUS Roma                                                         | 6,40 m      | Elisa Mosconi Snam Gas Metano          | 6,13 m      | Stefania Lazzaroni Sisport Fiat Torino | 6,06 m      |
| Getto del peso                                                                          | Maria Chiumariello SNIA BPD Milano                                                   | 16,58 m     | Agnese Maffeis Ina Primavera Torino    | 15,78 m     | Wilma Rigamonti Fiat Sud Formia        | 15,72 m     |
| Lancio del disco                                                                        | Maria Marello Sisport Fiat Torino                                                    | 57,28 m     | Claudia Paris Ina Primavera Torino     | 50,72 m     | Sandra Benedet SNIA BPD Milano         | 49,96 m     |
| Lancio del giavellotto                                                                  | Wilma Vidotto SNIA BPD Milano                                                        | 51,60 m     | Fausta Quintavalla Sisport Fiat Torino | 51,14 m     | Waltraud Mattedi LGS Raiffeisen        | 50,48 m     |
| record dei campionati; record nazionale; record personale; record personale stagionale. |                                                                                      |             |                                        |             |                                        |             |

### Prove multiple
| Specialità                                                                              | Oro                                       | Prestazione | Argento                                    | Prestazione | Bronzo                | Prestazione |
| Decathlon (uomini)                                                                      | Moreno Martini Gruppo Sportivo Fiamme Oro | 7 402 p.    | Luigi Longarato Gruppo Sportivo Fiamme Oro | 7 327 p.    | Luca Savio OM Brescia | 7 302 p.    |
| Eptathlon (donne)                                                                       | Stefania Friserio Chimica del Friuli      | 5 509 p.    | Karmen Baumgartner SSV Bruneck             | 5 326 p.    | Ruth Mayr SSV Bruneck | 5 244 p.    |
| record dei campionati; record nazionale; record personale; record personale stagionale. |                                           |             |                                            |             |                       |             |